# Полетика, Николай Павлович
Никола́й Па́влович Полетика (17 апреля 1896, Конотоп — 25 марта 1988, Иерусалим) — советский историк и экономист, кандидат экономических наук (1936), доктор исторических наук (1940), профессор. Первый в СССР кандидат экономических наук по специальности «Экономика воздушного транспорта» (1936). Один из первых серьёзно изучавших историю возникновения Первой мировой войны на обширной документальной базе. Профессор Планового института Госплана РСФСР в Саратове (1943—1944), профессор Кредитно-экономического института Государственного банка СССР (1943—1944), профессор Среднеазиатского государственного университета (Ташкентский государственный технический университет) в Ташкенте (1951—1953), профессор кафедры Истории нового и новейшего времени Белорусского государственного университета (1953—1972). Всю жизнь был беспартийным. В 1973 году уехал в Израиль.

## Биография
Николай Павлович Полетика родился 17 апреля 1896 года в Конотопе в семье обедневшей ветви известного малороссийского дворянского рода. Отца потерял в четыре года. В октябре 1905 года он впервые «познакомился» с «еврейским вопросом», став очевидцем еврейского погрома в Киеве. Погром так потряс бабушку Николая, что она скоропостижно скончалась весной 1906 года. Окончил Первую киевскую гимназию, где учился с сентября 1905 по июль 1914 года. В августе 1914 года поступил в Киевский университет (историко-филологический факультет).
15 июля 1923 года приехал в Ленинград, где перевёлся с 4 курса правового факультета и с 3 курса экономического факультета Киевского института народного хозяйства на соответствующие отделения факультета общественных наук Ленинградского университета. В 1924 году окончил Ленинградский университет (факультет общественных наук, специальность «Мировое хозяйство и мировая политика»). За время учёбы в университете овладел четырьмя иностранными языками: английским, немецким, французским и итальянским. Н. Полетика знал весь литературный Ленинград двадцатых и был хорошо знаком с Самуилом Маршаком, Александром Грином, Елизаветой Полонской, сестрами Наппельбаум, дружил с Евгением Шварцем. Осип Мандельштам подарил Полетике свою книгу «Шум времени».
С 1923 по 1927 год был корреспондентом газеты «Ленинградская правда», журнала «Ленинград», журнала «Русский современник». В «Ленинградской правде» его назначили «собственным корреспондентом» из Лондона, Парижа, Берлина, Вены, Рима, Вашингтона и других столиц мира, и он должен был, не выезжая из СССР, писать по материалам зарубежных газет. В 1928 году Н. Полетика выступил с докладом в Ленинградском филиале Института марксизма-ленинизма о происхождении мировой войны. Более чем двухчасовый доклад вызвал большой общественный резонанс, так как докладчик вступил в спор сразу с двумя академиками: М. Н. Покровским и Е. В. Тарле. В конце 1920-х годов Н. Полетика сотрудничал с «Красной газетой», журналами «Современный Запад», «Ленинград» и Советским энциклопедическом словарём. (Впоследствии он описал эти годы в одной из своих книг воспоминаний «Виденное и пережитое».)
С 1930 по 1936 год работал ассистентом, доцентом и заведующим кафедрой в Ленинградском институте гражданского воздушного флота. В конце апреля 1931 года Полетика после простуды тяжело заболел воспалением среднего уха, которое положило начало его глухоте. В 1936 году защитил кандидатскую диссертацию по специальности «Экономика воздушного транспорта». С 1936 по 1951 год — на историческом факультете Ленинградского университета. В 1940 году защитил докторскую диссертацию и стал заведующим кафедрой международных отношений и внешней политики СССР. После конца Второй мировой войны, но «до фултонской речи Черчилля» в Ленинград прибыли студенты из Кембриджа, изучающие историю России. Когда их спросили, кто из профессоров ЛГУ им известен, они рассказали, что знают троих — академика Струве, академика Тарле и профессора Н. П. Полетику. Сам Н. Полетика, комментируя данную историю, отметил: «Я был доволен. Третьего места мне было вполне достаточно». В Ленинграде он прожил до 1951 года, а затем недолгое время жил в Ташкенте. Это был вынужденный отъезд из-за кампании борьбы с космополитизмом. С 1951 по 1953 год работал профессором Среднеазиатского государственного университета в Ташкенте.
С 1953 по 1972 год был профессором кафедры Истории нового и новейшего времени в Белорусском государственном университете. Так описывает работу Николая Павловича БГУ: 

Профессор Н. П. Полетика — творческий ученый, хорошо владеющий методикой научного исследования, обладающий прекрасной всесторонней эрудицией и большим научным опытом, умеющий ставить и решать весьма сложные и серьезные проблемы исторической науки. Под руководством Н. П. Полетики выполнено много интересных диссертационных работ. Он подготовил свыше 20 научных работников, успешно защитивших свои кандидатские диссертации
В 1971 году, когда Н. П. Полетике было 75 лет, его отправили на пенсию. В 1973 году переехал на ПМЖ на историческую родину второй жены (на которой женился через много лет после смерти первой), в Израиль. Скончался 25 марта 1988 года.

## Семья
- Бабушка — Марья Львовна Бодилевская (урожденная Соколовская);
- Брат бабушки — Павел Львович Соколовский;
- Брат-близнец — Юрий Павлович Полетика (17 апреля 1896, Конотоп — 1965) — поэт, литературный критик[7], работал в «Красной газете», в журнале «Русский современник»[6]. В 1937 году репрессирован по статье 58-10 УК и осуждён на 5 лет ссылки в концлагерь, а в итоге провел 8 лет на Колыме, после освобождения жил в Конотопе[8];
- Первая жена — Александра Пумпянская (прожили в браке 19 лет, умерла от рака легких в 1944 году)[3].

## Увековечение памяти
Взгляды Николая Полетики не подстраивались под какую-либо идеологию — он старался максимально откровенно отразить события. По словам самого Полетики, целью исследования «Возникновение мировой войны» была попытка объяснить, «в какой тайне и как именно была развязана в июле 1914 г. мировая война». Часть результатов не совпала с существовавшей тогда официальной точкой зрения. Советский и российский историк, академик РАН Аполлон Давидсон, который был учеником Николая Полетики, отмечал: 

Заслуги Николая Павловича как ученого, преподавателя, учителя — бесспорны. Однако десятилетиями они предавались забвению. Его имя не принято было упоминать, его вклад в науку замалчивался. Причина? Дело в том, что в 1973 г., после того как его перевели на пенсию в Белорусском государственном университете, он эмигрировал в Израиль и последние полтора десятилетия жизни провел за рубежом. Он не участвовал там в политической жизни, не клеймил советскую действительность. И тем не менее о нём перестали писать. Поэтому необходимо восстановить его доброе имя, отдать ему заслуженную дань памяти. К сожалению, даже документы, связанные с его деятельностью, найти теперь очень трудно.

## Публикации
- Полетика Н. «Как началась война» // журнал «Звезда». — 1924;
- Полетика Н. «Обезьяний» процесс в Америке. — М. ; Л., 1926;
- Сараевское убийство как дипломатический повод к войне // Историк-марксист. Т. 2. М., 1929. (Более 40 лет это было единственное в СССР исследование покушения в Сараево[5].)
- Полетика Н. Сараевское убийство: исследование по истории австро-сербских отношений. 1903—1914 гг. Архивная копия от 13 июня 2017 на Wayback Machine — Л. : Изд-во «Красная газета», 1930.
- Полетика Н. «Ответственность за мировую войну» (1932);
- Полетика Н. Возникновение мировой войны. М.; Л. : Соцэкгиз, 1935.
- Полетика Н. Возникновение первой мировой войны. — М.: Мысль, 1964[9] (переиздание книги 1935 года с неавторской заменой формулировок с «нейтральных» авторских из 1935 года на более чёткие. К примеру глава «Австро-сербский конфликт» стала «Австро-Венгрия провоцирует мировую войну», глава «Великое решение Германии» стала «Германия развязывает мировую войну», глава «Франция в июльские дни 1914 г.» стала «Франция подталкивает Россию к вступлению в войну», глава «Тактика Англии» стала «Английская провокационная политика „невмешательства“ и форсирование войны». Были и другие изменения[5].);
- Полетика Н. Виденное и пережитое: из воспоминаний. — Библиотека-Алия, 1982[10][11];
- Полетика Н. Вoспоминания (неоконченные);
- Виденное и пережитое (Из воспоминаний). Иерусалим : Библиотека Алия, 1990 (Репринт с издания 1982 г.).

Также он написал предисловие к трудам адмирала Мэхэна (1941) и к мемуарам гросс-адмирала Тирпица (1957).